# Негр з «Нарциса»
Негр з «Нарциса» (англ. The Nigger of the "Narcissus") — повість англійського письменника Джозефа Конрада, опублікована у 1897 році. Твір написаний у 1896 році та частково заснований на досвіді Конрада під час його морської мандрівки з Бомбея до Дюнкерка.

## Назва
Повна оригінальна назва повісті — «Негр з „Нарциса“: Байка про кубрик» (англ. The Nigger of the "Narcissus": A Tale of the Forecastle). Також повість виходила під заголовком «Байка про море» (англ. A Tale of the Sea). У США повість вийшла під назвою «Діти моря» (англ. Children of the Sea) за наполяганням видавництва «Dodd, Mead & Co.», тому що ніхто не купував і не читав книгу зі словом «негр» у своїй назві не тому, що це слово вважалося образливим, а тому, що книги про чорношкірих не продавалась.
У 2009 році нідерландське видавництво WordBridge Publishing опублікувало нове видання з цензурованою назвою «The N-Word of the Narcissus», яке повністю вилучило з тексту слово «Nigger». На думку видавця, образливе слово могло спонукати читачів уникати книги, і, таким чином, позбувшись від нього, твір став доступнішим для сучасних читачів. Попри те, що деякі схвалювали цю зміну, інші засуджували як цензуру.

## Сюжет
Події відбуваються наприкінці XIX століття. Вітрильне вантажне судно «Нарцис» під британським прапором відпливає з індійського порту Бомбей до Лондон. Екіпаж судна об'єднує різноманітних людей: старих морських вовків і недосвідчених юнаків, темних типів і простодушних хлопаків. Головний герой, Джеймс Вейт, — чорношкірий моряк із Вест-Індії, останнім зголосився до екіпажу судна. На початку подорожі, у відкритому морі, Вейт слабне: виявляється, що він хворий на туберкульоз, на який захворів перед посадкою. Його хвороба стимулює солідарність і людяність багатьох членів екіпажу, п'ятеро з яких рятують його, ризикуючи життям, під час шторму біля мису Доброї Надії. Натомість капітан Елістоун і старий матрос Синглтон залишаються байдужими та нечутливими до нього, зосередженими на кораблі.
Згодом корабель попадає у штиль на багато днів. Пайок стає ще дефіцитнішим, і чоловіки прагнуть повернутися додому. Врешті Вейт зізнається лінивому моряку на ім'я Донкін, що він не такий хворий, як стверджував спочатку: що він симулює хворобу, щоб не брати участь у важкій роботі, яка вимагається від кожного здорового моряка. Багато моряків вже запідозрили його, і капітан Аллістоун розкриває хитрість Вейта перед усією командою. Вейт просить дозволити йому працювати, але капітан наказує закрити його в кубрику до кінця подорожі. У закритому приміщенні Вейт стає дедалі слабкішим, оскільки його стан погіршується. Корабель продовжує дрейфувати без вітру, і деякі члени екіпажу, включаючи Синглтона, починають шепотіти, що причиною того є Вейт і що тільки його смерть принесе сприятливий вітер.
Коли корабель проходить повз Азорські острови і Вейту стає ще гірше, Донкін непомітно грабує особисті речі Вейта з його морської скрині. Вейт врешті-решт піддається і помирає. Як тільки тіло Вейта, під час похоронної церемонії, скинули в море, як і передбачив Синглтон, піднявся сильний вітер і «Нарцис» попрямував до Англії.

## Аналіз
На думку критиків, повість є алегорією на тему солідарності та ізоляції, де команда корабля є зменшеною версією людського суспільства. Конрад, схоже, припускає, що гуманітарні симпатії за своєю суттю є почуттям власного інтересу і що підвищена чутливість до страждань може бути шкідливою для управління людським суспільством.

## Переклад українською
- Джозеф Конрад. Негр з "Нарциса". — К. : Темпора, 2019. — 576 с. — ISBN ISBN 978-617-569-421-3. Переклад Андрія Бондаря.